# 大阪市立大正図書館
大阪市立大正図書館（おおさかしりつたいしょうとしょかん）は、大阪府大阪市にある公立の図書館。大阪市立図書館のうち大正区にある地域図書館（分館）。

## 施設概要
- 開館：1986年（昭和61年）5月7日
- 延床面積：644.44平方メートル
- 閲覧室：369平方メートル

（図書館は1階、2階は大正会館、3階は区画整理記念ホール）

## 開館時間
- 火曜日 - 金曜日：午前10時 - 午後7時
- 土曜日、日曜日、11月3日：午前10時 - 午後5時

## 休館日
- 月曜日
- 国民の祝日と国民の休日（11月3日「文化の日」は開館）
- 年末年始
- 毎月末日
- 蔵書点検期間

## 所蔵
- 図書：66,788冊 (成人用 43,128冊、児童用 23,660冊)
- 雑誌：78誌
- 新聞：14紙
- ビデオ：796本
- DVD：124本
- 紙芝居：314組

（2015年3月末現在）

## 貸出
- 1人15冊まで（うち、CD・DVD・カセットは5点まで）15日間[1]

## アクセス
- Osaka Metro長堀鶴見緑地線・JR大阪環状線 大正駅 南へ約2km。
- 大正駅（大正橋バス停）より大阪シティバスで大正区役所前。